# Hans von Horn
Hans Henning von Horn, född 1 september 1871 i Andra livgardets församling, Stockholms stad, död 18 december 1924 i Sorunda församling, Stockholms län, var en svensk godsägare och politiker. 
von Horn var godsägare i Stockholms län. Han var ledamot av andra kammaren mandatperioden 1909–1911 för Sotholms och Öknebo häraders valkrets.
Hans von Horn var son till kammarherre Henning von Horn och friherrinnan Florence Bonde samt bror till Carl och Brita von Horn. Hans morfar var friherren och överstekammarjunkaren Knut Filip Bonde.